# Nord-Fron
Gmina Nord-Fron (norw. Nord-Fron kommune) – norweska gmina leżąca w regionie Oppland. Jej siedzibą jest miasto Vinstra.
Nord-Fron jest 85. norweską gminą pod względem powierzchni.

## Demografia
Według danych z roku 2005 gminę zamieszkuje 5896 osób. Gęstość zaludnienia wynosi 5,15 os./km². Pod względem zaludnienia Nord-Fron zajmuje 169. miejsce wśród norweskich gmin.
| ludność stan na 1 stycznia 2005 |         |           |       |
|                                 | kobiety | mężczyźni | razem |
| osób                            | 2948    | 2948      | 5896  |
| %                               | 50%     | 50%       | 100%  |

| wykształcenie stan na 1 października 2004 |        |         |        |        |
|                                           | podst. | średnie | wyższe | niezn. |
| osób                                      | 1297   | 2715    | 688    | 71     |
| %                                         | 27,19% | 56,91%  | 14,42% | 1,49%  |

## Edukacja
Według danych z 1 października 2004:
- liczba szkół podstawowych (norw. grunnskolar): 6
- liczba uczniów szkół podst.: 724

## Władze gminy
Według danych na rok 2011 administratorem gminy (norw. rådmann) jest Arne Sandbu, natomiast burmistrzem (norw. ordfører, d. borgermester) jest Tove Elisabeth Haugli.